# VDL Mistral
VDL Mistral — туристический автобус, выпускающийся нидерландской компанией VDL Bus & Coach с 1996 года.

## Описание
В течение многих лет автобус VDL Mistral выпускался компанией Jonckheere под названием Jonckheere Mistral. После передачи бельгийской компании Jonckheere нидерландской VDL Groep осенью 2011 года автобус был переименован в VDL Mistral.

## Модификации
- Mistral 30
- Mistral 50
- Mistral 70

## Эксплуатация
- Бельгия
- Нидерланды
- Ямайка
- Великобритания
- Англия[1]

## Галерея

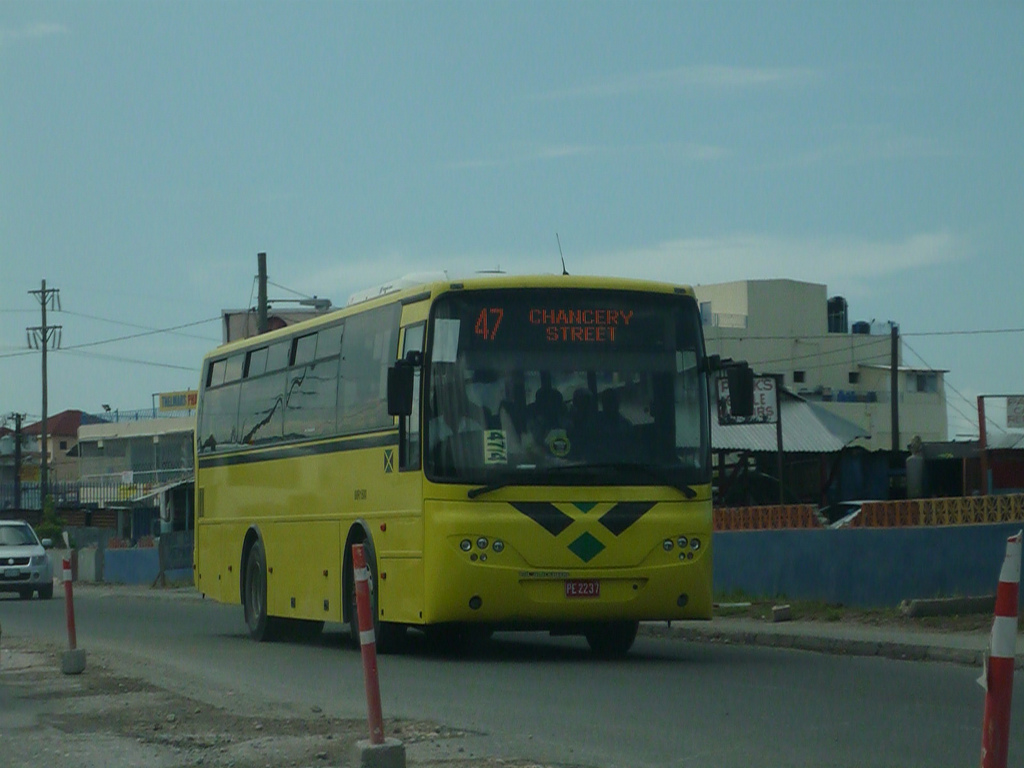
VDL Jonckheere Mistral
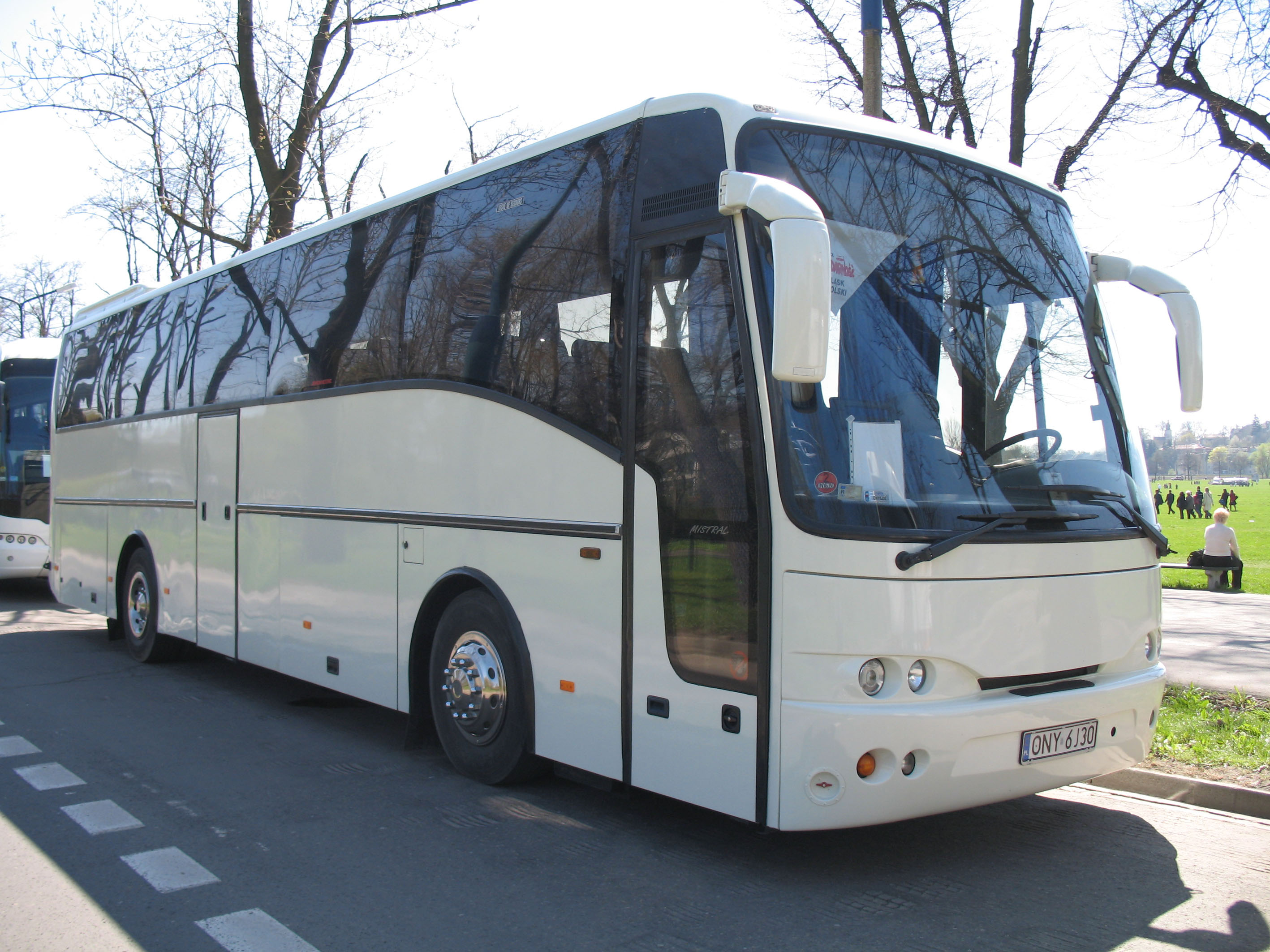
Mistral 50